# وون کره

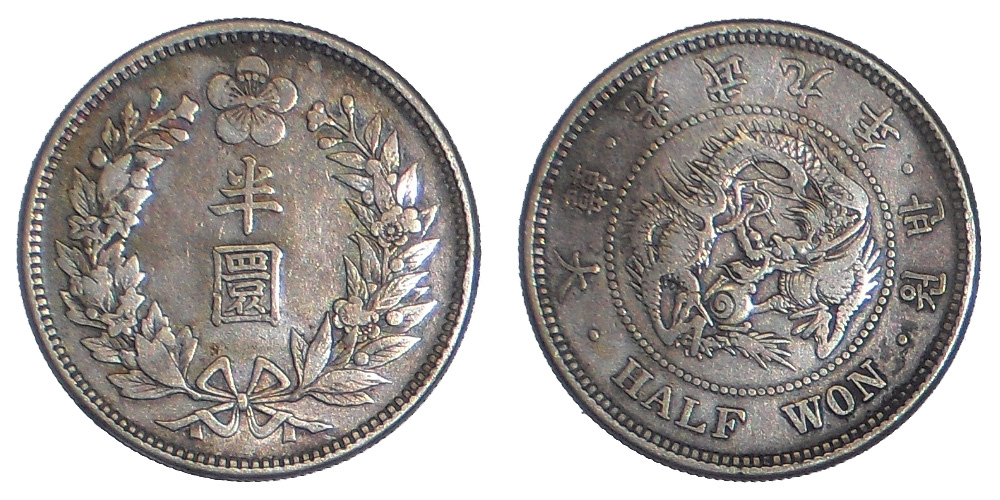
سکه وون

وون (به کره‌ای: 원) و (به انگلیسی: Won) (نماد: ₩) نام یکای پول کشورهای کره جنوبی و کره شمالی است. گرچه نام یکای پول در هر دو کشور یکی است، اما وون در کره جنوبی و کره شمالی دو ارز جداگانه با ارزش‌های متفاوت هستند. برای تمایز این دو ارز، آن‌ها را وون کره جنوبی و وون کره شمالی می‌نامند.